# Damm (Schulpforte)

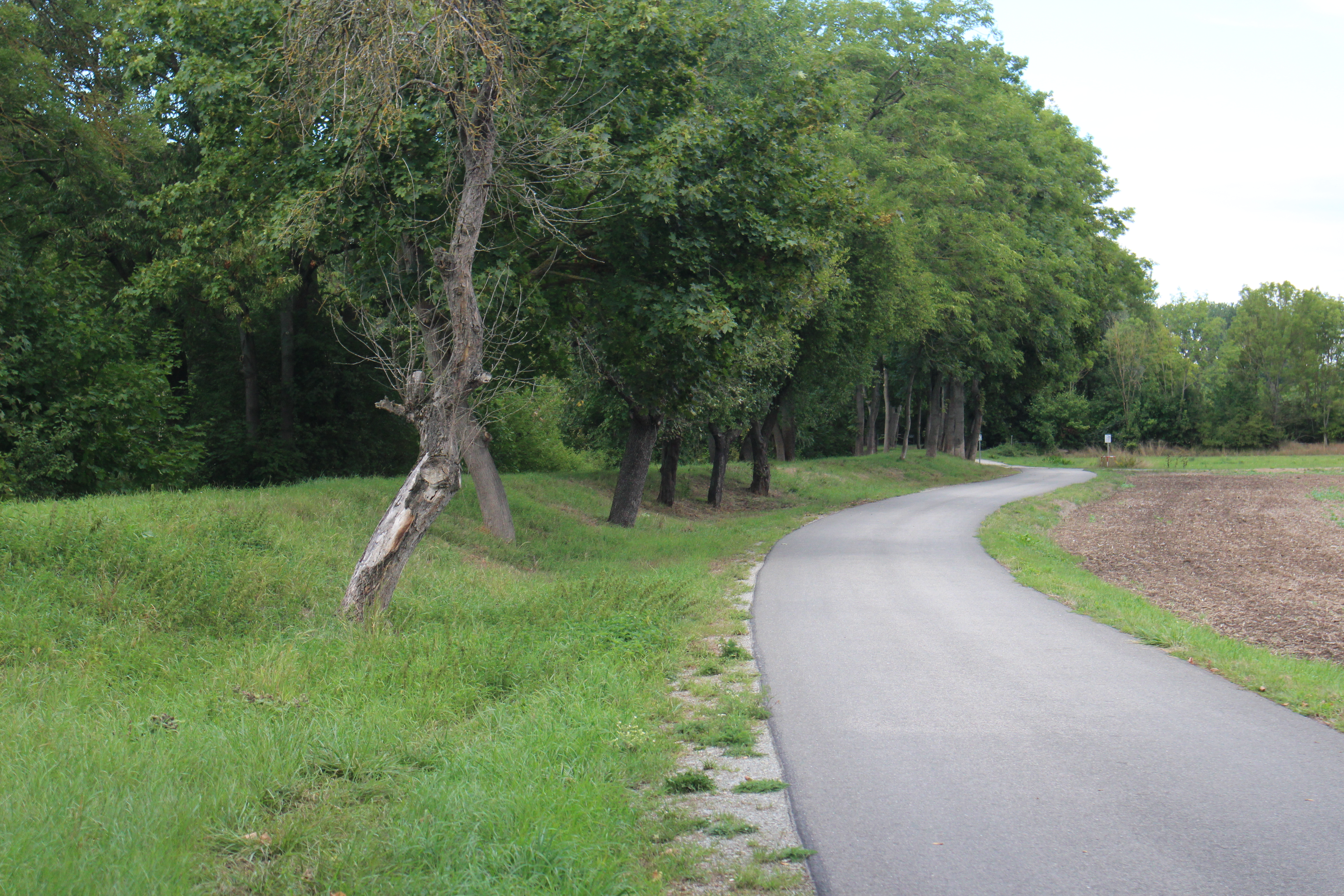
Der Damm bei Almrich

Der Damm von Schulpforte ist ein denkmalgeschützter Damm auf dem Gebiet des Ortsteiles Schulpforte der Stadt Naumburg in Sachsen-Anhalt. Im örtlichen Denkmalverzeichnis ist er unter der Erfassungsnummer 094 30645 als Baudenkmal verzeichnet.

## Allgemeines
Beim Damm von Schulpforte handelt es sich eigentlich um zwei Dämme, die seit 2017 unter Denkmalschutz stehen. Beide Dämme wurden von den Mönchen des ehemaligen Zisterzienserklosters Kloster Pforte errichtet.
Der Damm bei Bad Kösen diente dem Hochwasserschutz und wurde urkundlich das erste Mal im Jahr 1302 in der Genehmigung des Naumburger Bischofs Bruno von Langenbogen zur Befestigung des Ufers erwähnt. Der Damm hat heute eine Höhe von 1,20 m und ist nur noch in seinem Kern der ursprüngliche Damm, da er im 18., 19. und 20. Jahrhundert erneuert wurde.
Der Damm am südwestlichen Ortsrand von Almrich, der sogenannte Altenburger Wall, war ein mittelalterliches Element der Teichwirtschaft des Klosters. Er wurde im Jahr 1551 urkundlich erwähnt und stellte zur damaligen Zeit die Grenze zwischen dem Klosterland und Almrich dar. Er ist heute als breiter Graswall erhalten geblieben, nur die Teiche sind verschwunden. Die Ortschaft Almrich hieß früher einmal Altenburg und davon wurde der Name des Dammes abgeleitet.

## Lage
Die Dämme befinden sich in der Saaleaue zwischen Bad Kösen und Almrich, wobei sich der Altenburger Wall in der Gemarkung von Almrich befindet und der andere Damm in der Gemarkung von Bad Kösen.